# Разведка и Кремль: Записки нежелательного свидетеля
«Разведка и Кремль: Записки нежелательного свидетеля» — автобиографическая книга советского разведчика Павла Судоплатова. В своей книге Павел Судоплатов описывает процесс работы советских разведывательных органов в период 1930—1950 годов и повествует о ранее засекреченных спецоперациях НКВД (позже НКГБ). В России книга была выпущена в 1996 году.

## Содержание
1. Боевое крещение
2. События в Испании
3. Годы репрессий
4. Ликвидация Троцкого
5. Пакт Молотова — Риббентропа
6. Разведка в военное лихолетье
7. Атомный шпионаж
8. «Холодная война»
9. Рауль Валленберг «Лаборатория-Х»
10. «Калифорния в Крыму»
11. Последние годы правления Сталина
12. Падение Берии и мой арест
13. Суд, тюрьма, борьба за реабилитацию

## История написания
В последние годы Павел Анатольевич трудился над своими мемуарами, на основе которых впоследствии были написаны его книги. Книга «Разведка и Кремль» была опубликована Павлом Судоплатовым незадолго до смерти в соавторстве с сыном-заслуженным профессором МГУ Анатолием Судоплатовым. В 1994 году книгу выпустили на немецком и английском языках, а в 1996 году на русском.

## Значимость
Книга «Разведка и Кремль» является самой крупной и значимой среди работ Павла Судоплатова. В ней подробно повествуется о работе органов госбезопасности в период 1930—1950-х годов. Многие факты, представленные в этой книге, до этого не описывались в отечественных публикациях, поэтому её выход  в России вызвал широкий общественный резонанс. После выхода в 1994 году книга быстро обрела популярность на Западе и стала мировым бестселлером.